# 克里夫蘭自然歷史博物館
克利夫蘭自然歷史博物館（英語：Cleveland Museum of Natural History）是一座自然歷史博物館，位於俄亥俄州克利夫蘭市中心以東約5英里（8公里）處，位於大學圈內，佔地550英畝（220公頃），集中了教育、文化和醫療機構。該博物館由賽勒斯·S·伊頓（Cyrus S. Eaton）於1920年建立，旨在研究、教育和開發人類學、考古學、天文學、植物學、地質學、古生物學、野生動物生物學和動物學領域的藏品。該博物館的歷史可追溯至1836年由威廉·凱斯在克利夫蘭公共廣場成立的方舟、由威廉·凱斯和賈里德·波特·柯特蘭組成的自然科學院，以及1869年成立並於1922年由克利夫蘭自然歷史博物館的受託人。
古生物学家唐納德·約翰逊（Donald Johanson）是博物館的館長，他参与發現了古人類南方古猿“露西”的骨骼遺骸。現任館長兼體質人類學系主任是約哈內斯·海爾-塞拉西（Yohannes Haile-Selassie）。 博物馆每天上午 10:00 至下午 5:00 开放。